# Albin Ebondo
Albin Ebondo (Marsiglia, 23 febbraio 1984) è un ex calciatore francese, difensore.